# Vic-sur-Seille
Vic-sur-Seille je francouzská obec v departementu Moselle v regionu Grand Est. V roce 2013 zde žilo 1 333 obyvatel.

## Poloha
Obec leží u hranic departementu Moselle a departementem Meurthe-et-Moselle. Sousední obce jsou: Arracourt (Meurthe-et-Moselle), Bezange-la-Grande (Meurthe-et-Moselle), Juvrecourt (Meurthe-et-Moselle), Moyenvic, Morville-lès-Vic a Salonnes.

## Vývoj počtu obyvatel
Počet obyvatel